# بتن‌روژ (لوئیزیانا)
بتن روژ (به انگلیسی: Baton Rouge) پایتخت و دومین شهر بزرگ ایالت لوئیزیانا از ایالت‌های جنوبی آمریکا است.

## نامگذاری
نام این شهر که از زبان فرانسه گرفته شده به معنی «چوب سرخ» است. واژه فرانسه باتون در فارسی به معنی چوبدستی ویژه پلیس ضدشورش بکار می‌رود.

## تاریخچه
این شهر در کنار رود می‌سی‌سی‌پی واقع شده‌است و به واسطه موقعیت سوق‌الجیشی آن صحنه چندین نبرد در جریان جنگ‌های داخلی آمریکا بوده‌است.

## اقتصاد
در عین حال بندر بتن روژ نهمین بندر آمریکا از نظر تناژ شناخته شده‌است. صنعت مهم شهر پتروشیمی می‌باشد، که در حاشیه غربی شهر در امتداد رود می‌سی‌سی‌پی قرار گرفته‌اند. پتروشیمی شرکت اکسان موبیل (به انگلیسی: ExxonMobil) در این شهر دومین مجتمع بزرگ پالایشگاهی در ایالات متحده می‌باشد.

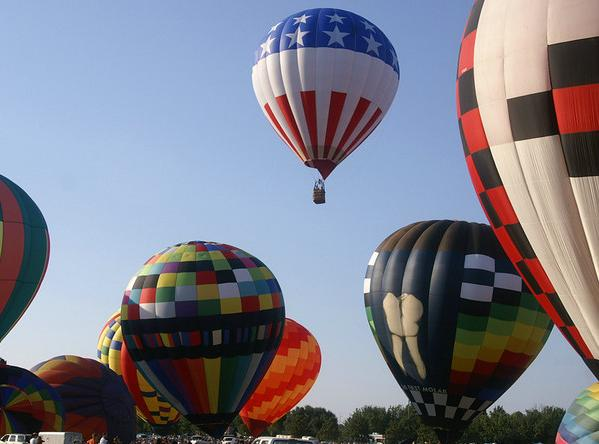
فستیوال سالیانه بالون در بتن روژ

در عین حال چند مرکز و شرکت تحقیقاتی بیولوژیک و دارویی هم در این شهر فعالیت دارند.
این شهر در توفان کاترینا در سال ۲۰۰۵ میلادی آسیب دید، اما در عین حال بعنوان مرکز پشتیبانی و لجستیکی برای شهر سیلزده نیواورلئان عمل کرد، بعنوان مثال تمام پروازهای فرودگاه نیواورلئان به فرودگاه این شهر منتقل شد.

## آب و هوا
دارای آب و هوایی معتدل و مرطوب می‌باشد. متوسط بارش سالیانه در این شهر ۱۶۰۲ میلیمتر می‌باشد.

## جمعیت
ین شهر در سال ۲۰۰۴ تعداد ۲۲۴٬۰۹۷ نفر جمعیت داشت. بعد از توفان کاترینا به علت هجوم مردم آواره از قسمتهای جنوبی ایالت لوئیزیانا جمعیت شهر دستخوش تغییرات ناگهانی شد.

## مراکز علمی-آموزشی
در این شهر سه کالج و دانشگاه اصلی وجود دارد که عبارتند از: دانشگاه ایالتی لوئیزیانا (به انگلیسی: Louisiana State University)، دانشگاه ساترن (به انگلیسی: Southern University) و کالج عمومی بتن روژ (به انگلیسی: Baton Rouge Community College).
- آکادمی نیروی دریایی آمریکا

## نگارخانه

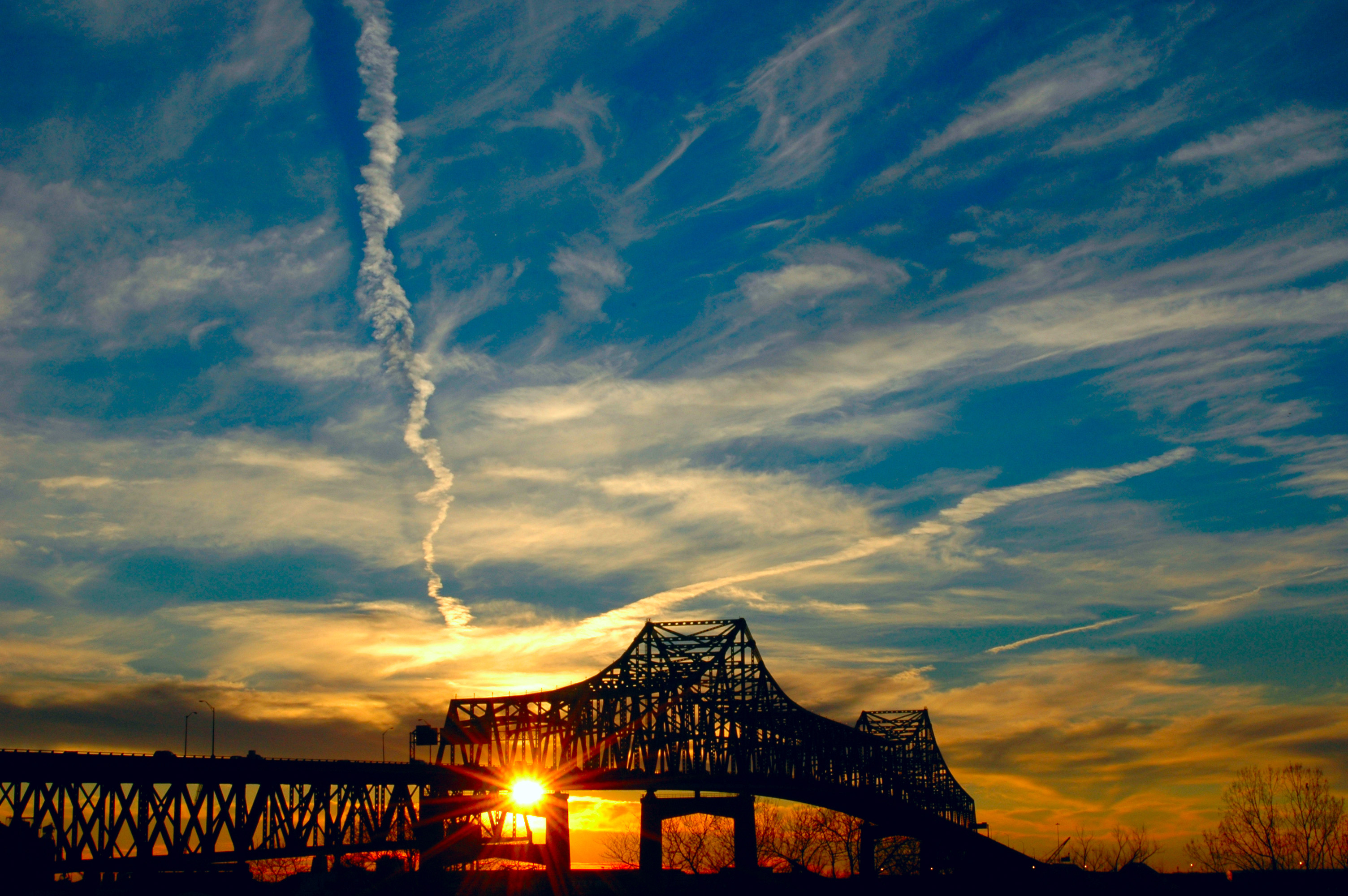